# Ізано
Ізано (рос. Изано) — село Ахвахського району, Дагестану Росії. Входить до складу муніципального утворення Сільрада Село Ізано.
Населення — 1323 (2015).

## Населення
За даними перепису населення 2002 року в селі мешкала 1161 особа. В тому числі 555 (47,80 %) чоловіків та 606 (52,20 %) жінок.
Переважна більшість мешканців — авахці (99 % усіх мешканців). У селі переважає ахвахська мова.